# Григорій Гуляницький
Григо́рій Гуляни́цький гербу Остоя (? — 1679) — український військовий і державний діяч, один з чільних дипломатів Гетьманщини. Волинський шляхтич. Учасник Хмельниччини (1648–1657), українсько-московської війни, міжусобних воєн часів Руїни. Полковник ніжинський (1656–1659), наказний гетьман Сіверський (1658–1659), полковник корсунський (1662–1664), староста носівський (? — 1679).

## Біографія
Народився в м. Корсунь Київського воєводства. Походив з шляхетської родини Гуляницьких гербу Остоя, що здавна проживала на Волині. У 1653 р. власним коштом відновив Корсунський Свято-Онуфріївський монастир.
Під час Національно-визвольної війни в 1649 р. та в серпні 1654 р. (разом з Марком Левоновичем і Іваном Дяченком) за дорученням Богдана Хмельницького очолював українське посольство до Москви.
Після Переяславської Ради Гуляницький був полковником корсунським (1662—1664) та ніжинським (1655—1659). Його також було назначено гетьманом Сіверським (1658—1659), а також старостою носівським (? — 1679) рр.
Після смерті Б. Хмельницького під час Корсунської ради в жовтні 1657 разом підтримав обрання гетьманом І. Виговського. Брав участь у придушенні заколоту під керівництвом Якова Барабаша і Мартина Пушкаря 1657–1658 рр.

Був одним з головних творців Гадяцької угоди, 7 (17) вересня 1658 року як представник козацької старшини підписав її. Активний прихильник гетьмана Івана Виговського та його незалежницької політики: зокрема, намагався умовити в листі до Івана Безпалого 1 (10) липня 1659 року не зраджувати І. Виговського: 
|  | «Дивуємося тому не помалу, що ваша милість, уродився з нами разом вольним народом і скормився заразом в Малій Русі, вітчизні нашій, та проливаючи чималу кров свою за вольність всього війська запорізького, тепер самі добровільно в неволю піддаєтеся і з нами, братією своєю, з якими разом хліб їли і проти всякого ворога стояли, війну ведете і на своїх же кровних ближніх наступаєте. Розсудіть, чи є те добро чините? А на милість Божу просимо і нагадуємо, щоб ви опам'яталась і до нас, всього війська запорізького, приступили, щоб душевною і тілесною ворог не тішився, а ми сумнінням нашим зобов'язуємося і на душу беремо, обіцяємося, що волосина з голови жодному не спаде, і вічно все, що ви чинили, буде забуто, і по панові гетьманові нашому теж обіцяємо, що не тільки мститися не буде, але і всякому, до нас, що всьому війську запорізькому звернувся, ласку особливу покаже.» |

Активний учасник московсько-української війни (1658—1659). У 1659 р. під час якої, загін Гуляницького захопив Лубни, потім Гадяч, Конотоп. Чіткою, принциповою була позиція наказного гетьмана Гуляницького і в переговорах з московськими послами Булгаковим і Байбаковим на початку 1659 року. Гуляницький дорікав їм, що цар Олексій «безперервно війська свої на нас посилає і многі міста випалили і висікли; краще бути у турка, ніж у москалів…» Ці слова записали самі посли у своєму звіті. Він також закликав царським послам довести, що вони хочуть миру та вивести московські війська з України.
Весною 1659 р. в Конотопі Гуляницький і його загін протягом трьох місяців боронив Конотопську фортецю від московських військ під командуванням князя Олексія Трубецького — так допоміг гетьманові Івану Виговському залучити підтримку союзників і розгромити війська Трубецького під Конотопом. Був наказним гетьманом Сіверським. Після зречення І. Виговського був усунений з полковництва.
В 1659 році: перейшов на бік гетьмана Юрія Хмельницького, на сеймі Речі Посполитої отримав «ленним правом» держання королівщин Носівка, Киселівка в Чернігівському воєводстві. Разом з С. Богдановичем-Зарудним і Г. Лісницьким став ініціатором укладення Слободищенського трактату в 1660 р.
За гетьманування Павла Тетері кілька разів їздив з посольством до Варшави. Затятий ворог Москви Гуляницький у Варшаві переконував сенат і короля в необхідності здійснити похід коронного війська на чолі з королем в Лівобережну Україну, щоб схилити темтешнє козацтво на бік Речі Посполитої. Взимку 1663–1664-х брав участь у поході польсько-української армії під командуванням Яна II Казимира і Павла Тетері на Лівобережну Україну.
За звинуваченням у зраді в 1664 році коронного гетьмана Стефана Чарнецького був заарештований і без суду ув'язнений разом з Митрополитом Київським Йосипом Тукальським і Юрієм Хмельницьким у фортеці Мальборк (Пруссія). Не був звільнений зразу після втручання П. Тетері, прохань київської шляхти.
Перед 8 січня 1667 був звільнений, цього дня отримав від короля село пол. Jerszów (Самбірська економія) до часу отримання іншого державлення, річну пенсію 1500 злотих польських. 28 березня 1668 року отримав привілей на кілька сіл в Чернігівському воєводстві. Приєднався до гетьмана Петра Дорошенка. З 1675 р. Гуляницький перебував на службі у короля Речі Посполитої як полковник Й. К. М. Намагався бути посередником в перемовинах між РП та Іваном Самойловичем (без успіху). У 1679 р. його звинувачено у зраді і розстріляно поляками.

## Сім'я
Дружина — Анна Шептицька. Діти:
- Андрій,
- Антін,
- N, дружина Казимира[7] Грабовського[6] (за іншими даними, Грабковського)
- Мар'яна, дружина Олександра Блажовського[7].

## Вшанування пам'яті

Пам'ятник розташований у місті Конотоп

- 1 червня 2013 року в Луцьку з'явилася Вулиця Григорія Гуляницького[8]
- 10 грудня 2015 року у місті Конотоп з'явилася Вулиця Григорія Гуляницького[9]. Того ж року було встановлено і пам'ятник , на розі вулиць Лазаревського, Г. Тхора та проспекту Червоної калини, що обернулося скандалом. Учасники дискусій наводять зразки зображень Григорія Гуляницького і стверджують, що дана історична особа не має жодної схожості з тим погруддям, яке відкрили в місті. Найпоширенішою версію серед обговорень стала така: новий пам’ятник був виготовлений ще за часів президентства Віктора Ющенка і мав бути встановлений Іванові Виговському. Його хотіли увіковічити саме тоді, коли екс-президент готувався здійснити свій візит на Сумщину і після того, як пам’ятник  гетьману пролежав на складі чимало років, про нього згадали напередодні річниці Конотопської битви у 2016 році. І встановили, але не І. Виговському, а Г. Гуляницькому[10].
- 18 травня 2016 року у місті Корсунь-Шевченківський вулицю Кулакова перейменували на вулицю Григорія Гуляницького.
- 23 листопада 2018 року на честь Григорія Гуляницького в Ніжині на Стіні Героїв було встановлено меморіальну дошку.
- 4 грудня 2021 року було перейменовано вулицю Московську в Солом'янському та Голосіївському районах міста Києва на вулицю Григорія Гуляницького (рішення Київської міської ради №3131/3172 від 04.11.2021 "Про перейменування вулиці в Солом'янському та Голосіївському районах міста Києва")
- 26 липня 2024 року у місті Кривий Ріг провулок Фучика перейменували на провулок Григорія Гуляницького.

## У літературі
- «Між двох орлів» — роман-трилогія Ярослави Дегтяренко